# Cyrtodactylus rubidus
Cyrtodactylus rubidus är en ödleart som beskrevs av  Edward Blyth 1861. Cyrtodactylus rubidus ingår i släktet Cyrtodactylus och familjen geckoödlor. Inga underarter finns listade i Catalogue of Life.